# Perle (Q17)
Pour les articles homonymes, voir Perle (homonymie) et Perle (sous-marin).
La Perle (numéro de coque Q17) était un des premiers sous-marins construits pour la marine française au début du XXe siècle. Le sous-marin était du type Romazzotti, et faisait partie de la classe Naïade. La Perle a été désarmée avant la Première Guerre mondiale.

## Conception
La Perle a été commandée par la Marine nationale française dans le cadre de son programme de construction de 1900, appartenant à une classe de vingt sous-marins. Elle a été conçue par Gaston Romazzotti, un des premiers ingénieurs sous-marins français et le directeur de l’arsenal de Cherbourg. Elle était à simple coque, à double propulsion, et construite en bronze Roma, un alliage de cuivre conçu par Romazzotti.

## Historique
La Perle est construite à Toulon, où elle est lancée le 1er décembre 1903 et mise en service le 8 décembre 1904. Ces submersibles sont spécialement conçus pour la garde des rades et des ports, et la Perle est affectée à la défense des rades et mouillages de l'Indochine du Sud. Les rivalités sont grandes en Extrême-Orient, entre l’Angleterre, les Pays-Bas, l’Espagne, le Portugal, sans compter le Japon et la Russie, qui viennent de s'affronter dans une guerre qui a duré un an et demi, avec les batailles de Chemulpo et Port-Arthur. La France se doit donc de protéger ses ports d'Extrême-Orient. La Perle est transportée là-bas par le croiseur porte-torpilleur La Foudre, mais lors de son débarquement dans le port de Saïgon, le 2 novembre 1905, la Perle est victime du très mauvais état d’une grue qui cède, et le sous-marin est projeté à l’eau, lui occasionnant de graves avaries qui ont nécessité plusieurs mois de réparations.
La Perle et ses sister-ships étaient dépassés au cours de la décennie suivante. Retirée du service le 7 juin 1912, la Perle fut désarmée et vendue à Saïgon le 1er février 1913.